# سایه‌زنی
در ادبیات مربوط به گرافیک رایانه‌ای سه‌بعدی، منظور از سایه‌زنی (به انگلیسی: Shading) تجسم درک عمق مدل‌سازی سه‌بعدی یا تصویرسازی با تغییر در میزان تاریکی است.

## در نقاشی
سایه‌زنی در نقاشی به صورت سنتی به کار می‌رفته‌است به این صورت که نواحی دارای سایه را تیره‌تر رسم می‌کنند. زمانی‌که نیاز باشد تصویری رسم شود که عمق را نشان دهد الگوهای نور بسیار کمک‌کننده هستند.

## در گرافیک رایانه‌ای
در گرافیک رایانه‌ای، منظور از سایه‌زنی یا Shading تغییر رنگ اشیا، سطوح و چندضلعی‌ها (polygon) در یک صحنهٔ سه‌بعدی، بسته به اموری مانند تغییر زاویهٔ سطح نسبت به نور، تغییر فاصله از منبع نور، تغییر زاویه نسبت به دوربین و خواص ماده است، تا یک تصویر کاملاً واقعی یا Photorealistic ایجاد گردد.
عمل سایه‌زنی در هنگام رندرینگ و توسط برنامه‌ای به‌نام سایه‌زن یا Shader انجام می‌شود.

## طراحی
شیدرها برنامه‌های ساده‌ای هستند که ویژگی‌های یک وِرتکس یا پیکسل را شرح می‌دهند. شیدرهای ورتکس ویژگی‌های یک وِرتکس (موقعیت، جهت‌دهی بافت، رنگ‌ها و …) را شرح می‌دهند، درحالی‌که شیدرهای پیکسل ویژگی‌های یک پیکسل (رنگ، عمق-زد، مقدار آلفا) را شرح می‌دهند. برای هر ورتکس اشکال هندسی ابتدایی، یک شیدر ورتکس فراخوانی می‌شود (معمولاً پس از Tessellation)، در نتیجه یک ورتکس وارد شده و یک ورتکس خارج می‌شود. سپس هر ورتکس به‌صورت مجموعه‌ای از پیکسل‌ها بر روی یک سطح رندر می‌شود (یک بلاک مموری) و در نهایت بر روی صفحهٔ نمایش فرستاده می‌شود.